# Captain Easychord
Captain Easychord è un EP del gruppo musicale anglo-francese Stereolab, pubblicato nel 2001.

## Tracce
Testi e musiche di Tim Gane e Laetitia Sadier.
1. Captain Easychord – 2:55
2. Long Life Love – 7:08
3. Canned Candies – 4:15
4. Moodles – 7:26